# Ksar Tachiouine
Ksar Tachiouine (en arabe : قصر تاشيوين) est un village fortifié dans la province de Midelt, région de Draa-Tafilalet au Maroc .